# Заречье (Челябинская область)
Заречье — посёлок в Варненском районе Челябинской области России. Входит в состав Покровского сельского поселения.
Посёлок основан при ферме колхоза «Путь Октября», на противоположном от центральной усадьбы (села Лейпциг) на берегу реки, отсюда название

## География
Расположен в северной части района, на берегу реки Средний Тогузак. В  2 км к западу проходит Южно-Уральская ЖД (участок Троицк — Карталы Уральского хода). Расстояние до районного центра села Варна 10 км.

## Население
| 2002 | 2010 |
| ---- | ---- |
| 246  | ↘189 |

(в 1970 — 380, в 1983 — 229, в 1995 — 309)

## Улицы
- Набережная,
- Степная,
- Центральная,
- Мостовой переулок.

## Инфраструктура
- ООО «Покровское»
- фельдшерско-акушерский пункт,
- библиотека.